# Thiago Silva
Thiago Emiliano da Silva (Rio de Janeiro, 22 de setembro de 1984) é um futebolista brasileiro que atua como zagueiro. Atualmente defende o Fluminense.
Começou sua carreira profissional em 2003, jogando como volante no RS Futebol; no ano seguinte, pelo Juventude, foi que passou a atuar como zagueiro. Em 2004, aos 19 anos, assinou com a equipe B do Porto, e em seguida foi para o Dínamo de Moscou por empréstimo, onde foi hospitalizado com um surto quase fatal de tuberculose. Depois de se recuperar, chegou ao Fluminense em 2006 e sagrou-se campeão da Copa do Brasil de 2007. Em dezembro de 2008 foi contratado pelo Milan por oito milhões de euros, ganhou destaque no futebol europeu e conquistou um título da Serie A pelo clube rossonero.
Em 2012, uma das transferências mais caras o levou a assinar com o Paris Saint-Germain em uma negociação de 42 milhões de euros, tornando-se, naquele momento, o zagueiro mais caro de todos os tempos. Por lá conquistou sete títulos da Ligue 1, seis Copas da Liga Francesa, cinco Copas da França, e foi finalista da Liga dos Campeões da UEFA. Logo após deixar o PSG, assinou com o Chelsea em 2020 e conquistou a Liga dos Campeões em sua primeira temporada no clube inglês.
Thiago Silva estreou pela Seleção Brasileira em 2008, aos 23 anos. No mesmo ano foi medalha de bronze nas Olímpiadas de Pequim, e em 2012 ficou com a prata nas Olimpíadas de Londres. Já em 2013, foi o capitão da equipe que conquistou a Copa das Confederações realizada no Brasil, e no ano seguinte esteve no grupo que terminou em 4º lugar na Copa do Mundo. Anos depois foi titular na conquista da Copa América de 2019, levantando mais um troféu em solo brasileiro. Com mais de 100 jogos pela Seleção, é o zagueiro que mais atuou pelo Brasil e o quinto atleta no total, atrás apenas de Cafu, Roberto Carlos, Daniel Alves e Neymar. Na Copa do Mundo de 2022, realizada no Catar, Thiago Silva superou Cafu e Dunga e tornou-se o jogador que mais vezes foi capitão da Seleção Brasileira em Copas do Mundo, totalizando 12 envergaduras da faixa.

## Carreira

### Primeiros passos
Thiago Silva começou a carreira jogando na várzea da Comunidade de Urucânia, no Rio de Janeiro. Nessa época, o jovem atuava descalço e tinha o apelido de Rato. Apesar de estar atuando em campos varzeanos, buscava integrar uma base de um clube profissional, mas foi rejeitado na peneira de times como Flamengo, Botafogo, Olaria e Madureira.

### RS Futebol e Juventude
O jogador fez toda a sua base no Fluminense, onde ficou dos 11 aos 18 anos. No entanto, estreou profissionalmente em 2003 pelo Pedrabranca, na época RS Futebol Clube.
Disputou a Série A de 2004 pelo Juventude, onde atuou até setembro, antes de se transferir para o Porto. O defensor destacou-se em sua única temporada no clube gaúcho, sendo considerado a revelação da temporada. Ele foi classificado pela revista Placar como o terceiro melhor zagueiro do brasil.

### Porto e Dínamo de Moscou
Em setembro de 2004, Thiago Silva foi comprado pelo Porto por 2,5 milhões de euros. Como sofreu para se adaptar ao futebol português, o defensor não atuou pela equipe principal dos Dragões e defendeu apenas o Porto B. Após diversos problemas respiratórios devido ao frio, além de sofrer com lesões, Thiago Silva teve poucas oportunidades e foi emprestado para o Dínamo de Moscou, da Rússia, em janeiro de 2005.
Em Moscou, devido ao frio ainda mais intenso, os problemas de saúde se agravaram e o jogador teve uma séria tuberculose, ficando quatro meses internado e enfrentando seus momentos mais difíceis da carreira.

### Fluminense

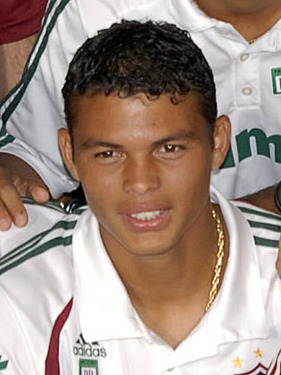
Thiago pelo Fluminense em 2007

A volta para o Brasil aconteceu no início de 2006, para o Fluminense. Mesmo com as dificuldades enfrentadas pelo time naquele ano, o zagueiro se destacou e virou ídolo da torcida.
Em 2007, consolidou seu bom momento e novamente se destacou por todo o ano, com o título da Copa do Brasil e a boa colocação no Campeonato Brasileiro. Foi nessa temporada que suas principais características começaram a aparecer: o bom posicionamento, os desarmes precisos, a calma na construção das jogadas e a velocidade pouco usual para zagueiros. Mostrando que a boa fase era realmente realidade na sua carreira, ajudou o Fluminense a chegar ao vice-campeonato da Libertadores de 2008.
No dia 28 de maio de 2008, em jogo válido pela semifinal da Libertadores, Thiago Silva marcou um gol contra o Boca Juniors no empate em 2–2, fora de casa, no El Cilindro.
Por conta de suas grandes performances dentro de campo, o jogador recebeu o seu apelido mais memorável: Monstro. Constantemente aclamado pela torcida, Thiago declarou em 2020 que se sentia muito grato pelo carinho dos torcedores tricolores.
Apesar de ter deixado a equipe no final de 2008, o zagueiro afirmou que tinha a intenção de retornar ao time carioca.
| “                                          | Eu tenho. Nos momentos mais difíceis da minha vida, o Fluminense abriu as portas do time de futebol para mim. A gratidão está acima de qualquer coisa. Ainda não sei quando, mas pretendo voltar e vestir essa camisa novamente. | ” |
| — Thiago Silva, sobre voltar ao Fluminense | |   |

No total pelo Fluminense, Thiago Silva atuou em 146 jogos e marcou 14 gols.

### Milan
O jogador foi contratado pelo Milan no dia 11 de dezembro de 2008. Sua estreia pelo clube Rossonero aconteceu em 21 de janeiro de 2009, num amistoso contra o alemão Hannover 96, em que o Milan empatou por 2–2. Na ocasião, Thiago Silva atuou durante os 90 minutos. Porém, o defensor só foi integrado ao elenco para partidas oficiais em julho, sete meses após sua contratação, isto porque o clube milanês já havia atingido o limite de jogadores sem passaporte da União Europeia durante a temporada 2008–09. Posteriormente o jogador consolidou-se, foi considerado o melhor zagueiro rossoneri, desbancando o ídolo Alessandro Nesta, além de ser citado como um dos melhores zagueiros do mundo.

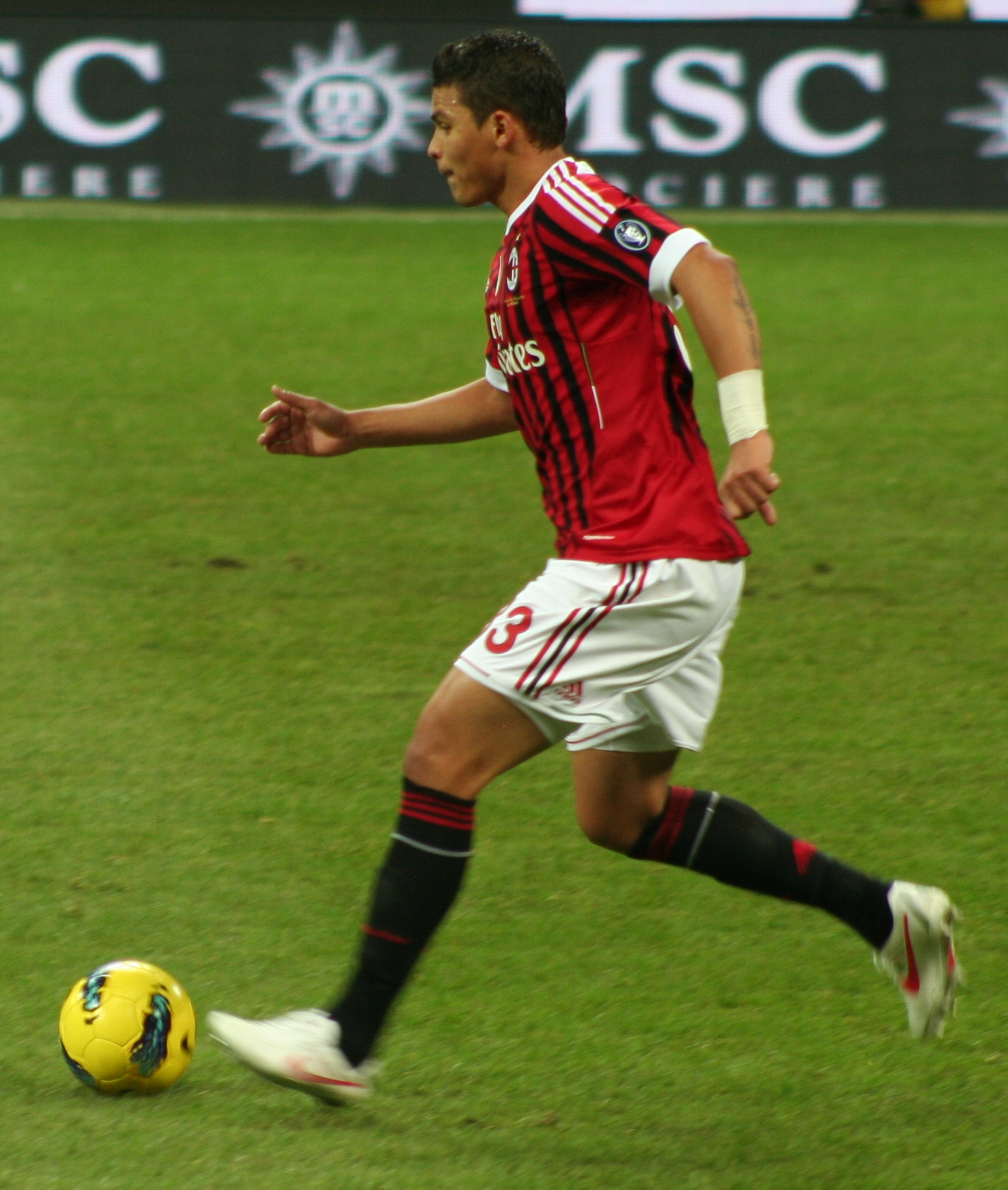
Thiago atuando pelo Milan em 2011

Sua estadia em solo italiano foi muito eficaz. Thiago Silva iniciou sua trajetória na Serie A vendo sua equipe terminar com uma 3ª colocação na temporada 2009–10, seguiu com boas atuações na temporada seguinte e conquistou seu primeiro título do Campeonato Italiano. Em seu último ano, no entanto, o time careceu de bons resultados na reta final da Serie A. Coincidentemente, o Milan perdeu a liderança na 31ª rodada, e Thiago havia se ausentado desde a 30ª para tratar de problemas musculares.
Seu segundo e último título em solo italiano ocorreu na Supercopa da Itália de 2011. Sob o comando de Massimiliano Allegri, os rubro-negros venceram a rival Internazionale por 2–1 e levantaram o troféu. Mas nenhuma final foi vencida pelo Milan de Thiago Silva na Copa da Itália. Nas duas vezes em que disputou a competição, o brasileiro viu seu clube ser eliminado nas semifinais pelo Palermo e pela Juventus, respectivamente.

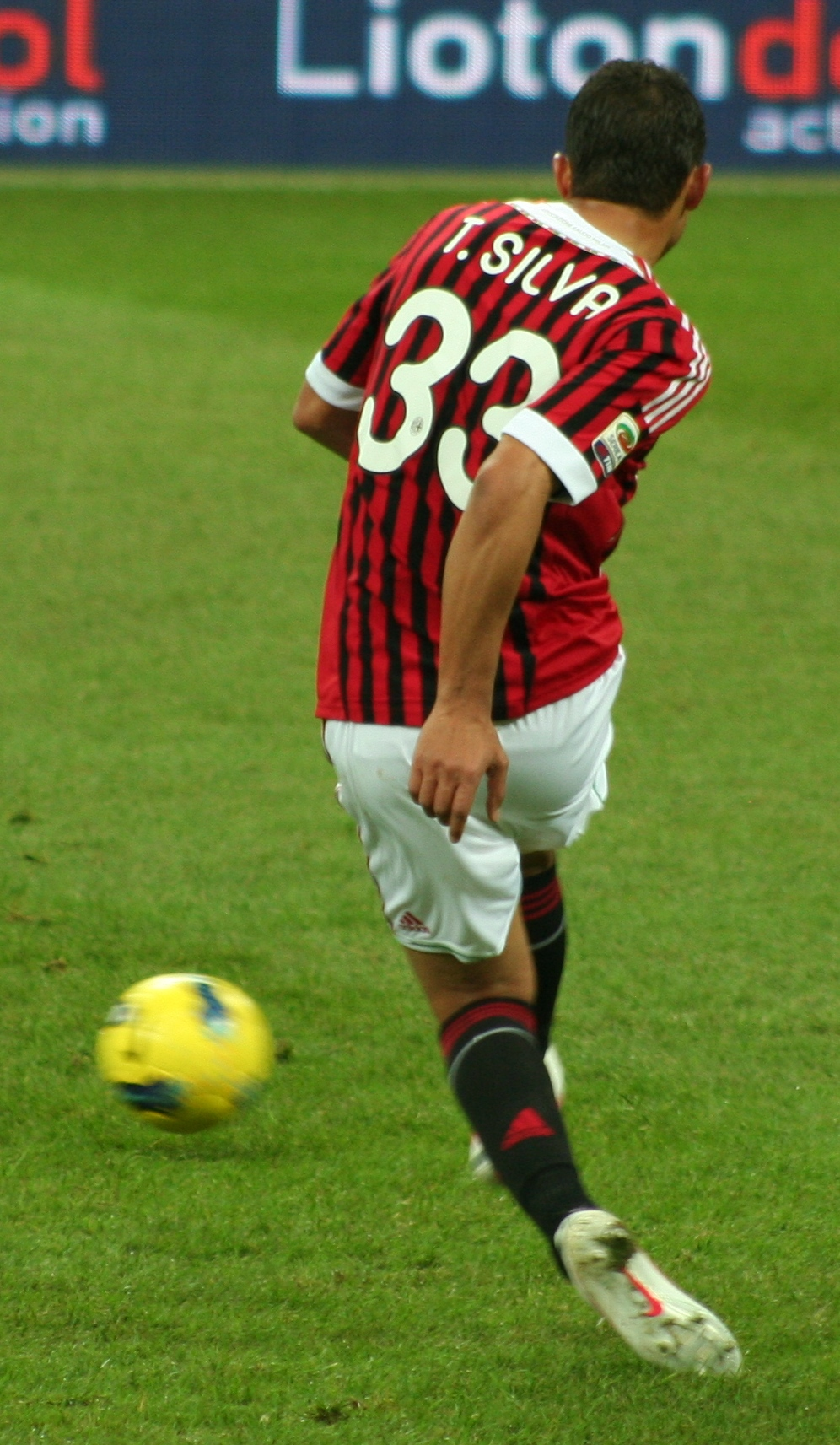
Thiago usou a camisa 33 no Milan, pois a 3 havia sido aposentada pela equipe após a grande passagem de Paolo Maldini.

No dia 13 de setembro de 2011, na estreia do Milan na Liga dos Campeões da UEFA contra o Barcelona, no Camp Nou, o zagueiro brasileiro marcou o gol de empate Rossonero na partida, aos 47 minutos do segundo tempo. O jogo acabou em 2–2, e os outros gols foram marcados por Alexandre Pato, Pedro e David Villa.
No dia 27 de novembro de 2011, Thiago Silva usou pela primeira vez a faixa de capitão na equipe Rossonera, marcando um gol contra o Chievo. Sua participação como capitão foi algo que havia quebrado algumas barreiras, pois não era o jogador com mais partidas pelo clube e também pelo fato de ter sido um líder estrangeiro em uma equipe que normalmente foi liderada por italianos como Franco Baresi e Paolo Maldini. Ao mesmo tempo, o brasileiro foi eleito capitão por conta das ausências de Massimo Ambrosini, Alessandro Nesta, Clarence Seedorf e o goleiro Christian Abbiati.
Contudo, sua participação como capitão também foi motivada pelo interesse do atleta de estar no time. O brasileiro havia recusado uma grande proposta do Barcelona e optou por permanecer. Isso causou uma boa impressão nos diretores do time de Milão e o jogador foi condecorado como líder. Posteriormente, em junho de 2012, o Milan recusaria a maior oferta do mundo já feita por um zagueiro até então: 46 milhões de euros, que veio do Paris Saint-Germain.
Havia esperanças de que o jogador estivesse com o Milan na temporada seguinte, no entanto, o interesse do PSG foi muito grande e o time retornou a desejá-lo, bem como o atacante Zlatan Ibrahimović. Futuramente, ambos deixariam a equipe.
Sua saída não foi bem vista pelos torcedores do time de Milão. Os adeptos acusaram-no de ser um "mercenário", mas o brasileiro tratou de repelir isso:
| “                                               | Fico feliz com a transferência, mas triste com a minha saída do Milan. Vivi emoções fortes ali dentro. É um clube que se dedica aos jogadores, ao grupo... Devo tudo a eles. Não foi 100% da minha decisão porque eu tinha até renovado. As pessoas falam que eu sou mercenário, mas não estou saindo para ganhar mais do que ganharia no Milan. Quero dizer que a culpa não é minha e peço desculpas ao torcedor do Milan. Mas é página virada e espero fazer história no Paris. Para as pessoas que estão de fora e entendem um pouco de futebol sabem que um pingo é letra. Foi uma situação complicada para mim. A vontade minha e dos meus familiares era não sair do Milan. O Leonardo (diretor esportivo) e o Ancelotti (Carlo, treinador do PSG) me ligaram. (O Léo) É um cara que eu tenho um carinho grande, confio muito. O que me fez mudar de clube, não 100%, foi o projeto. Como o Ibrahimovic disse: o time que está sendo formado é dos sonhos. | ” |
| — Thiago Silva falando sobre sua saída do Milan | |   |

A situação foi intensa. Uma semana antes de sua negociação ser selada, o jogador afirmou que ficaria na equipe, mas, em entrevista, deixou a entender que os valores oferecidos pelo PSG ao time rossonero inviabilizaram a sua permanência e que a transferência foi praticamente imposta pelos italianos.
Thiago deixou o Milan após 119 partidas, seis gols e dois títulos conquistados.

### Paris Saint-Germain

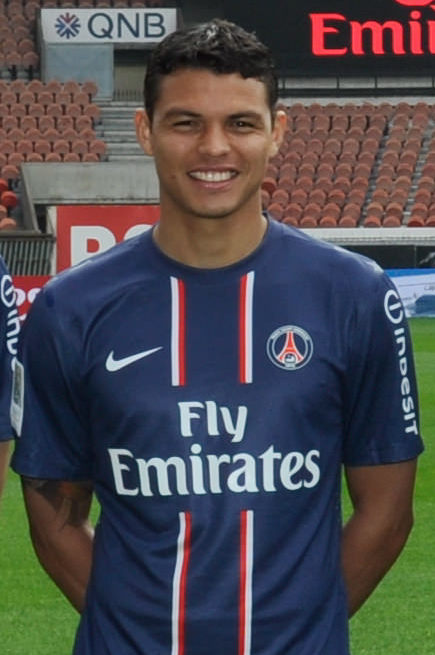
Thiago Silva em 2013

Apesar de ter recusado a primeira investida dos franceses do Paris Saint-Germain, Silvio Berlusconi confirmou, em 13 de julho de 2012, a venda de Thiago à equipe francesa, por 44 milhões de euros, junto com o centroavante Zlatan Ibrahimović.
Estreou no dia 18 de setembro, marcando um dos gols da vitória por 4–1 sobre o Dínamo de Kiev, em jogo realizado no Parc des Princes. Realizou sua estreia na Ligue 1 no fim de semana seguinte, no dia 22 de setembro, jogando os 90 minutos em uma goleada por 4–0 sobre o Bastia.
No clube francês, Thiago conquistou o status de ídolo, e também liderou o time desde sua primeira temporada. A braçadeira veio após as decisão firme de Carlo Ancelotti de afirmar que ele era quem decidia o líder da equipe. A saída do também zagueiro Mamadou Sakho do PSG, rumando o Liverpool, também incentivou a mudança de capitão. Tal decisão foi questionada pela mídia, pois o brasileiro tinha cerca de quatro meses em Paris naquela época. Contudo, seus momentos de liderança persistiram até o fim de sua longeva passagem no país da Torre Eiffel.
Pela Ligue 1, Thiago Silva conquistou sete títulos. Curiosamente, a temporada em que fizera mais gols na liga (três, na temporada 2016–17) foi a única que o jogador não conquistou o troféu do Campeonato Francês. Apesar disso, o clube continuou exercendo hegemonias nas demais competições francesas. O capitão brasileiro venceu todas as vezes que o clube disputou a Supercopa da França, e venceu todas as finais disputadas pela equipe na Copa da Liga Francesa.
Já na Copa da França, Thiago teve algumas dificuldades em certas temporadas. O clube só conseguiu o seu primeiro título na temporada 2014–15, quando venceu o Auxerre. Após isso, a equipe chegou na final durante todo o período que ele jogou e só perdeu a decisão uma vez contra o Rennes, enquanto o zagueiro estava lesionado.

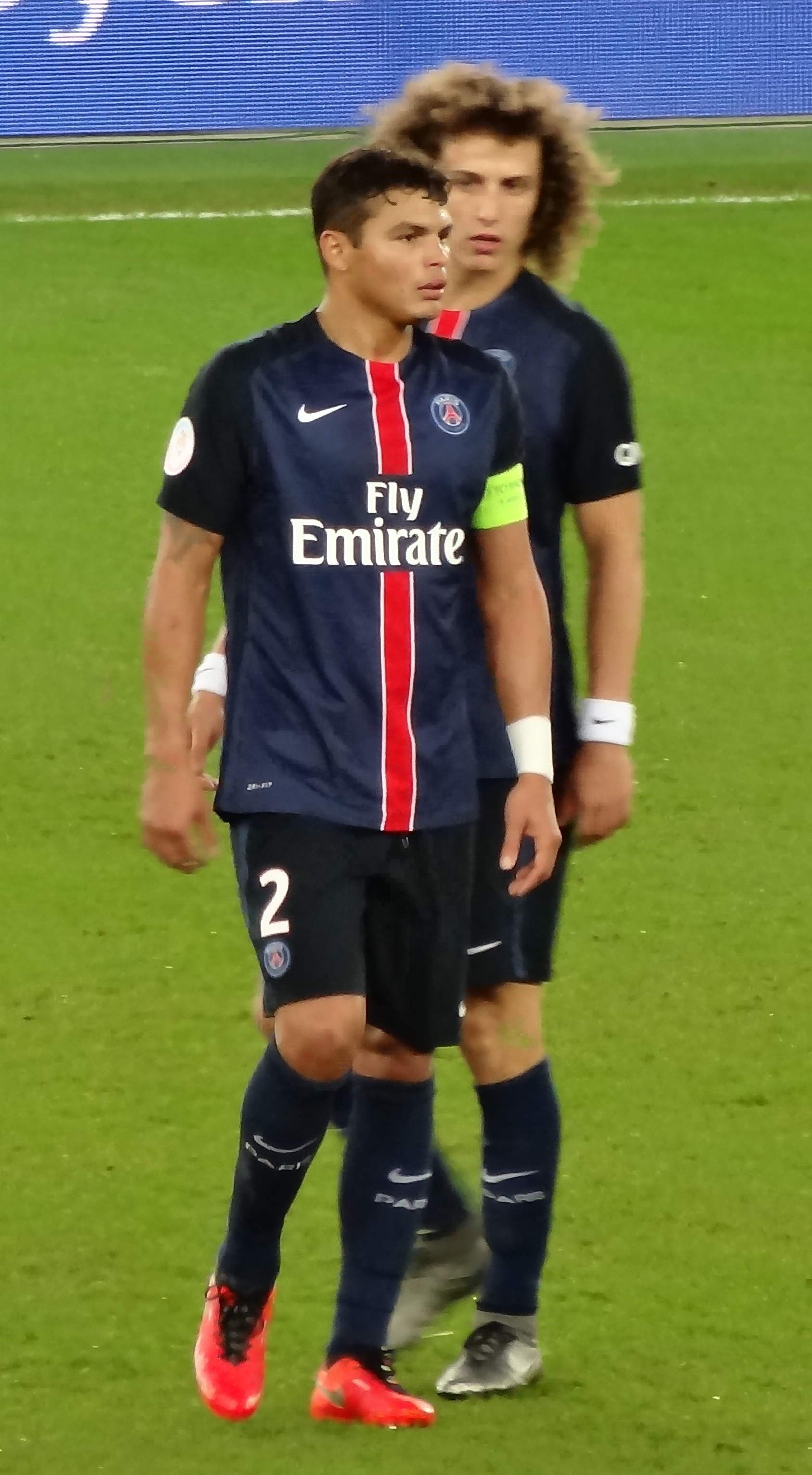
Thiago Silva e David Luiz em fevereiro de 2016

Contudo, apesar da hegemonia do PSG na França, o mesmo não acontecia em nível europeu. O clube sempre se classificou à fase de grupos da Liga dos Campeões quando Thiago estava em campo, mas raramente passavam das quartas de final. O brasileiro fez parte de vários momentos de eliminação nessa fase específica da competição, mas foi em uma eliminação, nas oitavas, diante do Barcelona em 2017, que ele diz ter ficado "envergonhado". O clube havia vencido a primeira partida por 4–0 (na qual ele não esteve em campo), mas perdeu o jogo de volta sofrendo uma épica goleada por 6–1.
| “                                          | Não fomos capazes de jogar nosso jogo. No primeiro lance da partida tivemos dificuldade em sair com a bola. No segundo, abrimos mão da posse de bola e optamos por jogar na defesa. Estamos muito envergonhados. | ” |
| — Thiago Silva sobre a virada do Barcelona | |   |

Mas foi durante a Liga dos Campeões da UEFA de 2019–20 que o clube havia conquistado seu espaço para disputar a final. A edição havia sido encurtada por conta da pandemia de COVID-19 na Europa, e o time chegou na decisão fazendo apenas um jogo por eliminatória. Na partida decisiva, o PSG esteve escalado com seus grandes jogadores como Kylian Mbappé, Marco Verratti, e o ex-Barcelona (que esteve em campo na virada de 2017) Neymar. Porém, o Bayern de Munique venceu por 1–0, com gol do francês Kingsley Coman.
Esse foi o último jogo de Thiago Silva pelo PSG. Em 9 de junho, ele já havia sido informado que não teria seu contrato renovado. E isso era um pensamento recorrente durante suas partidas pela Liga dos Campeões. Durante as quartas de final, contra o Atalanta, o clube de Paris venceu os italianos com demasiada dificuldade e o zagueiro afirmou que pensava, durante a partida, que aquela poderia ser a última vez que vestiria a camisa de seu clube.
O jogador tinha muito desejo de continuar no clube, mas afirmou que o mesmo interesse não existiu da parte dos diretores do clube:

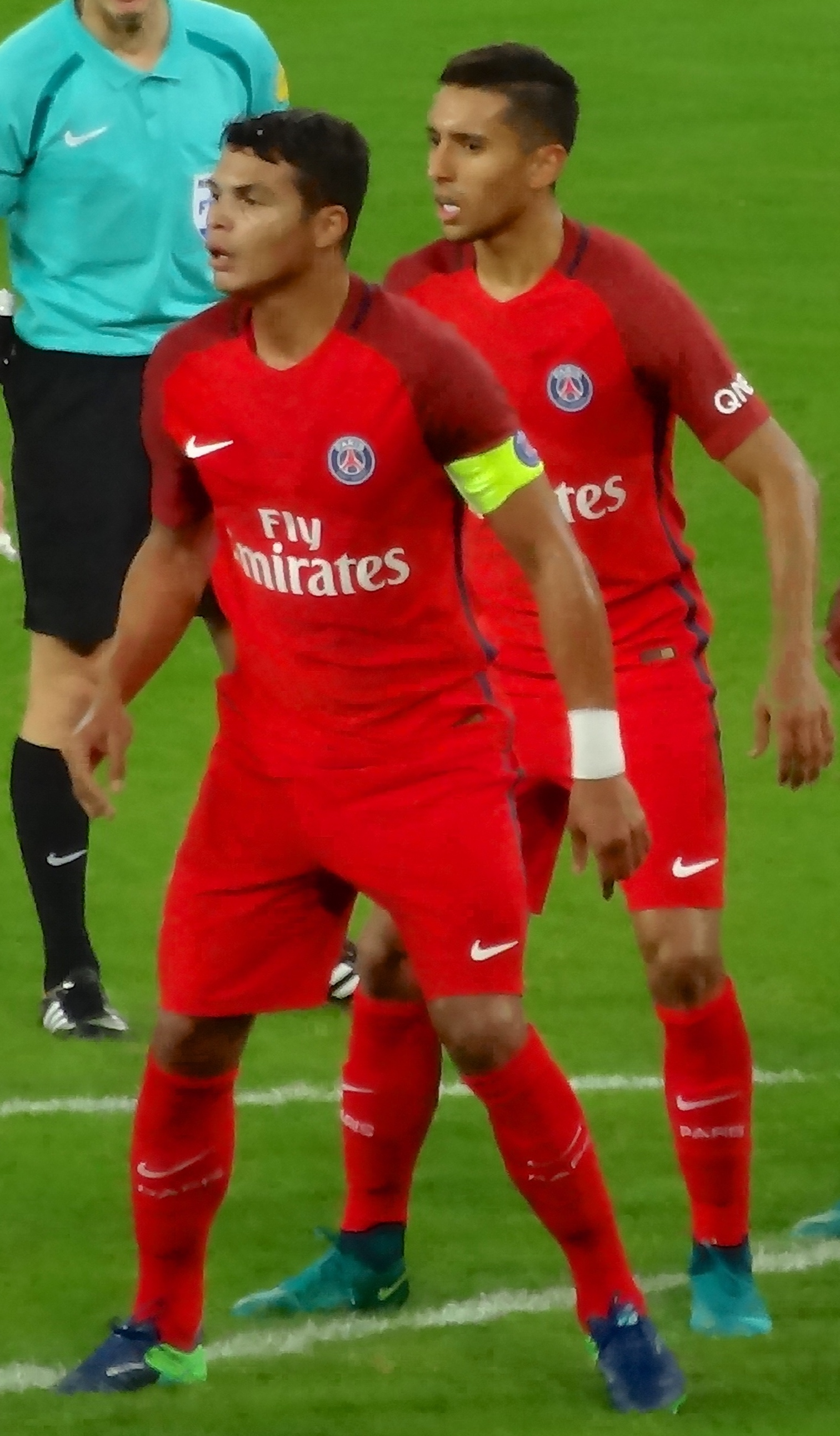
Thiago Silva e Marquinhos em outubro de 2016

| “                                                       | Ah, Thiago, tem aqui o mínimo. Tem cinco euros para você por mês. Você aceita? Não teve isso. E muitos torcedores achavam que: ‘Ah, o Thiago quer continuar ganhando o que ganha’. Não tem nada a ver. [...] Então, não existiu o Thiago não quer baixar salário. Isso não existe, gente. Isso não existe. Então, fica aqui, assim, o meu sentimento. Embora estivesse já com a pandemia, acho que poderia ter sido feito uma coisa. Por que não foram oito dias, não foram oito meses, né. Foram oito anos de muita vitória, de muito trabalho para poder mudar e colocar o Paris no patamar que está hoje. Claro que eu não fiz isso tudo sozinho, mas tive uma grande parcela de contribuição. | ” |
| — Thiago Silva, sobre sair do PSG após quase uma década | |   |

Em campo, Thiago Silva conquistou 25 títulos em mais de 300 jogos pelo clube. Enquanto esteve na equipe, o jogador foi uma das peças chaves na defesa parisiense e tornou-se, em 2013, o zagueiro mais caro do mundo.
Com 315 partidas no time, Thiago também superou o número de partidas de diversos craques que marcaram época na equipe, como Neymar, Zlatan Ibrahimović, Nenê, Edinson Cavani e Ángel Di María. Ele também tornou-se o atleta que mais vezes usou a braçadeira de capitão no PSG, sendo também o atleta que mais vezes venceu títulos com a equipe. Por anos, foi o brasileiro que mais vezes havia vestido a camisa do clube.
Ele começou, ainda que não intencionalmente, uma "tradição" dentro da equipe de Paris. Enquanto esteve no time, a equipe sempre buscou trazer zagueiros brasileiros para formar uma dupla na defesa central. Inicialmente, Silva dividiu a região com David Luiz. Com a saída dele, Marquinhos consolidou-se na posição. Futuramente, quando o capitão rumou a outro time, Beraldo foi o atleta a ser contratado para consolidar-se como um membro da zaga, continuando um legado vindo de Thiago.

### Chelsea
No dia 28 de agosto de 2020, o Chelsea anunciou a contratação de Thiago Silva a custo zero, após o término do seu contrato com o Paris Saint-Germain. O defensor brasileiro assinou por uma temporada, com opção de renovação por mais um ano. Realizou sua estreia no dia 23 de setembro, sendo titular em uma goleada por 6–0 contra o Barnsley, no Stamford Bridge.
Thiago teve um ano vitorioso em 2021, levantando os títulos da Liga dos Campeões e da Supercopa da UEFA. Após a conquista da Champions e o bom rendimento com a camisa dos Blues, em junho seu contrato com o clube inglês foi renovado até o final da temporada 2021–22.

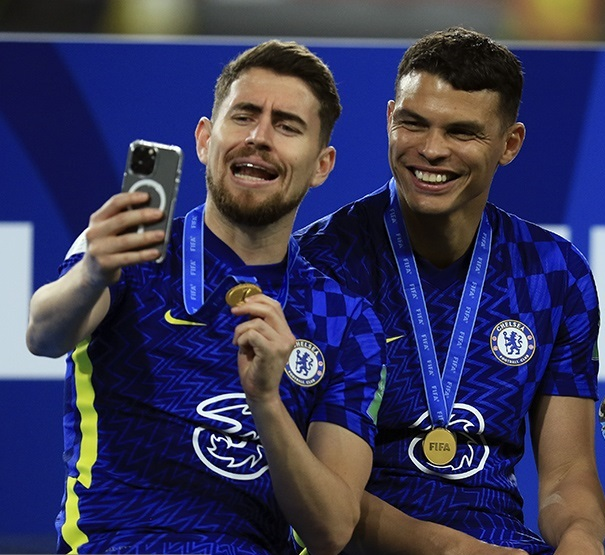
Thiago Silva e Jorginho em 2021, após o título do Mundial de Clubes

Voltou a faturar um título no dia 12 de fevereiro de 2022, depois do Chelsea vencer o Palmeiras por 2–1 na prorrogação e conquistar seu primeiro Mundial de Clubes da FIFA. Durante o tempo normal, o zagueiro cometeu o pênalti que originou o gol de empate da equipe alviverde, marcado por Raphael Veiga. Apesar disso, Thiago Silva foi escolhido como o melhor jogador da competição.
Ainda como exemplo de sua carreira longeva, no dia 11 de outubro, na vitória de 2–0 fora de casa contra o Milan, Thiago Silva realizou sua centésima partida na Liga dos Campeões da UEFA. Ao todos, em 14 edições disputadas, o zagueiro foi o quinto brasileiro a chegar aos 100 jogos na competição.
Apesar de ter uma campanha vitoriosa com o Chelsea nas competições continentais e mundiais, o clube de Thiago sofria com algumas passagens irregulares em solo inglês. Em suas quatro temporadas com os Blues, o zagueiro chegou à duas finais da Copa da Liga Inglesa, onde enfrentou o Liverpool de Jürgen Klopp. Contudo, os Reds venceram ambas as oportunidades, incluindo em 2023–24, no ano que o zagueiro deixou o time de Londres.
Durante a final da Copa da Liga Inglesa na temporada 2021–22, o atleta participou diretamente de um gol na disputa por pênaltis, mas viu Kepa, o goleiro do Chelsea, desperdiçar sua cobrança, fazendo com que o time adversário conquistasse a competição.
Já pela Copa da Inglaterra (FA Cup), o jogador também chegou à marca de duas finais. Na primeira, na temporada 2020–21, o time foi derrotado na final diante do Leicester. Em 2022, o time foi superado pelo Liverpool após um 0–0 tempo normal e uma derrota nos pênaltis.

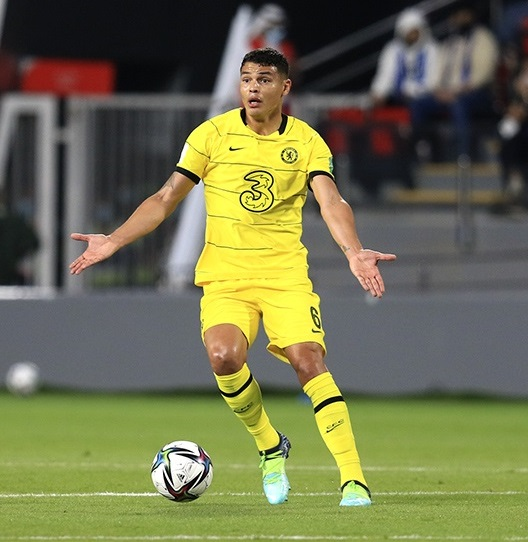
Thiago Silva pelo Chelsea em 2022

Aos 38 anos, Thiago Silva teve o seu contrato renovado no dia 10 de fevereiro de 2023, ampliando o vínculo com o Chelsea até o fim da temporada 2023–24.
No dia 13 de março de 2024, o jogador foi comunicado de que seu contrato não seria mais renovado com a equipe inglesa. Em abril, após a eliminação dos Blues na semifinal da Copa da Inglaterra para o Manchester City, o brasileiro desabou em lágrimas por saber que aquele era o único título que o clube podia conquistar na sua despedida. A equipe estava tendo uma temporada muito irregular na Premier League e não possuía chances de superar os três clubes que disputavam ativamente o troféu (Liverpool, Manchester City e Arsenal).
Após a eliminação, Thiago falou sobre seu futuro no Chelsea. O zagueiro estava sendo cotado para reforçar o Fluminense a partir da metade de 2024 (pois não havia renovado com o time inglês), e comentou sobre o que faria na sequência de sua carreira:
| “ | Vocês vão saber nos próximos dias. Eu não quero dizer nada agora com a minha cabeça na derrota, com um pouco de tristeza. Mas cedo ou tarde vai acontecer. Eu já tomei a decisão na minha cabeça, já tenho. | ” |

Pela Premier League, Thiago foi uma figura constante na equipe que capitaneou em diversas oportunidades. O zagueiro chegou a marca de mais de 100 jogos na liga inglesa e se provou ser um dos jogadores mais longevos de sua época, pois atingiu essa marca com quase 40 anos. Apesar disso, o clube nunca brigou ativamente pelo título, tendo chegado mais perto disso na temporada 2021–22, quando alcançaram a terceira colocação.
Thiago Silva realizou sua última partida pelos Blues no dia 19 de maio de 2024, numa vitória por 2–1 contra o Bournemouth, no Stamford Bridge. O zagueiro, que disputou 156 jogos com a camisa do Chelsea, marcou nove gols e deu quatro assistências, recebeu uma série de homenagens por parte da torcida. Thiago despediu-se com três títulos conquistados, todos em 2021: uma Liga dos Campeões, uma Supercopa da UEFA e um Mundial de Clubes.

### Retorno ao Fluminense
No dia 7 de maio de 2024, o Fluminense anunciou o seu retorno nas redes sociais. Em live realizada no Instagram, o presidente Mário Bittencourt informou que o zagueiro chegaria ao Tricolor das Laranjeiras durante a primeira quinzena de junho, estando apto para fazer sua estreia após a abertura da janela de transferências internacionais no mês de julho.
Thiago Silva desembarcou no Rio de Janeiro na manhã do dia 7 de junho, sendo recebido por centenas de torcedores no Aeroporto do Galeão. No mesmo dia foi devidamente apresentado à torcida, em um Maracanã com 55 mil presentes (um recorde para uma apresentação de jogador em estádios brasileiros), além de contar com um show de abertura do grupo Sorriso Maroto. O zagueiro, em meio a uma grande festa, disse em sua chegada:
| “ | Obrigado por vocês terem tirado um tempinho tão especial da vida de vocês para estarem comigo hoje. Vocês não sabem como é especial para mim voltar para casa. Eu tinha certeza que isso iria acontecer. Vocês sabem que minha família vai ficar em Londres. E isso é uma demonstração de carinho pela instituição, por vocês fãs e pelo futebol em si. | ” |

Realizou sua reestreia no dia 21 de julho, sendo titular numa vitória por 1–0 contra o Cuiabá, fora de casa, que tirou o Fluminense da lanterna do Campeonato Brasileiro. Logo após sua chegada, Thiago Silva tornou-se o principal jogador da equipe. Com o zagueiro em campo, o Tricolor passou por uma sequência de cinco jogos sem perder, com direito a quatro partidas sem sofrer gols. O defensor balançou as redes no dia 20 de agosto, no triunfo por 2–1 contra o Grêmio, válido pelo jogo de volta das oitavas de final da Libertadores.
Capitão do time, Thiago Silva ajudou a trazer solidez defensiva à equipe comandada por Mano Menezes. Em 20 jogos que o zagueiro atuou, o Flu sofreu apenas nove gols.
Em 17 de junho de 2025, Thiago teve grande atuação na estreia do Fluminense na Copa do Mundo de Clubes da FIFA, no empate em 0–0 contra o Borussia Dortmund. O jogador foi fundamental para a atuação dominante do time tricolor, tanto na construção de jogadas partindo da defesa, quanto na marcação, especialmente anulando os atacantes Serhou Guirassy e Karim Adeyemi, destaques da equipe alemã. O defensor seguiu sendo um dos principais destaques do Fluminense na competição, ajudando a equipe a chegar às semifinais, parando em seu ex-clube, o Chelsea. Thiago foi creditado especialmente pelas grandes atuações nas vitórias contra Internazionale e Al-Hilal, mesmo atuando com incômodos musculares que chegaram a o deixar de fora da última partida da fase de grupos, contra o sul-africano Mamelodi Sundowns. Nas partidas da fase mata-mata, o técnico Renato Gaúcho optou por adotar um esquema de três zagueiros, e Thiago foi fundamental na garantia da organização defensiva da equipe, sendo também muito elogiado pelo aspecto de liderança e por ter "elevado o nível" dos companheiros Juan Pablo Freytes e Ignácio.

## Seleção Nacional
Em 23 de maio de 2008, foi convocado pelo treinador Dunga para dois jogos da Seleção Brasileira pelas Eliminatórias da Copa do Mundo de 2010. Dois meses depois, foi convocado para participar das Olimpíadas de 2008 como um dos atletas acima de vinte e três anos. O jogador se contundiu na preparação e acabou atuando em apenas dois jogos, sendo um como titular.
Após alguns meses sem ter sido chamado, voltou a ser convocado por Dunga em novembro de 2009, para os amistosos contra a Inglaterra, em 14 de novembro, e contra Omã, em 17 de novembro. No dia 9 de fevereiro de 2010, o defensor foi chamado novamente à Seleção para o último amistoso antes da Copa do Mundo, em que o Brasil venceu a Irlanda por 2–0.

### Copa do Mundo de 2010
Esteve na lista dos 23 convocados pelo técnico Dunga para disputar a Copa do Mundo FIFA de 2010, na África do Sul. No entanto, foi reserva de Lúcio e Juan e não atuou em nenhuma partida da competição.

### Titularidade e faixa de capitão
No dia 10 de agosto de 2010, foi chamado pelo técnico Mano Menezes para um amistoso contra os Estados Unidos, passando a formar a zaga titular ao lado de David Luiz.
A partir do final de 2011 assumiu a capitania da Seleção Brasileira, que exerceu nos Jogos Olímpicos de Londres 2012. Thiago Silva marcou seu primeiro gol com a camisa do Brasil no dia 30 de maio de 2012, na vitória por 4–1 sobre os Estados Unidos, em jogo realizado na capital norte-americana.
Na Copa das Confederações de 2013 realizada no Brasil, a Seleção sagrou-se campeã e Thiago, como capitão, recebeu a taça. Este gesto, realizado em solo brasileiro, não se repetia desde a Copa América de 1989 com Ricardo Gomes.

### Copa do Mundo de 2014

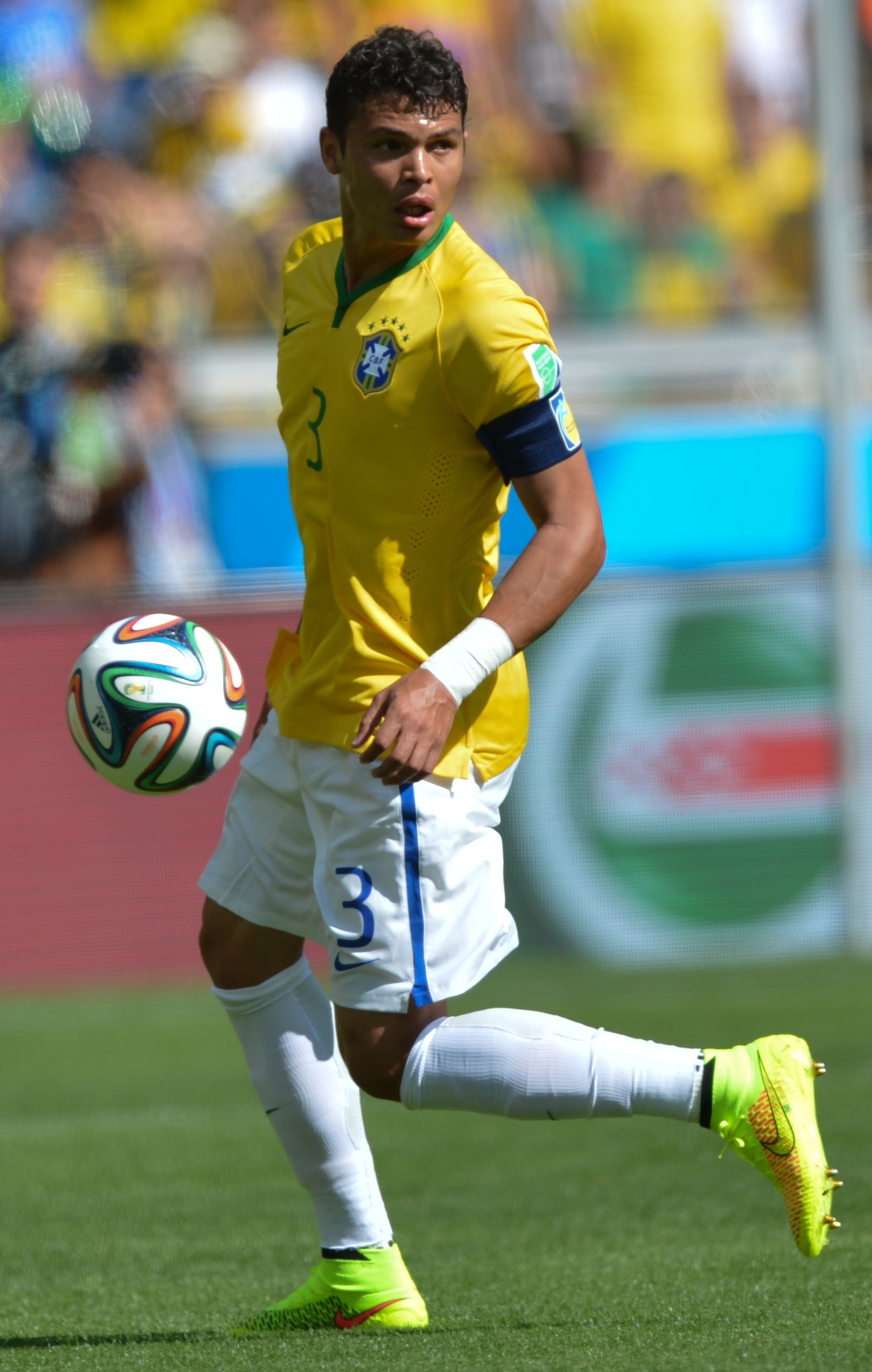
Thiago Silva durante a Copa do Mundo de 2014

Durante a Copa do Mundo de 2014, foi bastante criticado pela atitude de isolar-se do restante do elenco, sentar em cima de uma bola e chorar antes da disputa de pênaltis nas oitavas de final contra o Chile. Apesar disso, foi considerado um dos melhores jogadores do Brasil no torneio. Marcou um gol no dia 4 de julho, na vitória por 2–1 contra a Colômbia, na Arena Castelão, quebrando um tabu de vinte anos em que um capitão brasileiro não marcava gols em mundiais.
Não esteve em campo na semifinal contra a Alemanha, denominada Mineiraço, devido a suspensão por ter recebido seu segundo cartão amarelo na competição. Esse cartão foi considerado injusto pela comissão técnica da seleção, o que levou a CBF a pedir a anulação do cartão junto à FIFA, mas sem sucesso.

### Copa América e Eliminatórias da Copa de 2018
Após a Copa do Mundo, Dunga assumiu novamente o cargo de treinador da Seleção e retirou o encargo de capitão de Thiago e concedeu-o a Neymar. Thiago demonstrou descontentamento por deixar de ser o capitão.
Na Copa América de 2015, Thiago marcou um gol na partida contra a Venezuela, mas foi criticado por ter cometido um pênalti contra o Paraguai, quando o Brasil acabou sendo eliminado nas quartas de final.
Depois que o técnico Tite assumiu o comando da Seleção, em 2016, Thiago voltou a ser convocado. O zagueiro foi chamado para as partidas contra Bolívia e Venezuela, em outubro, pelas Eliminatórias da Copa do Mundo de 2018.

### Copa do Mundo de 2018

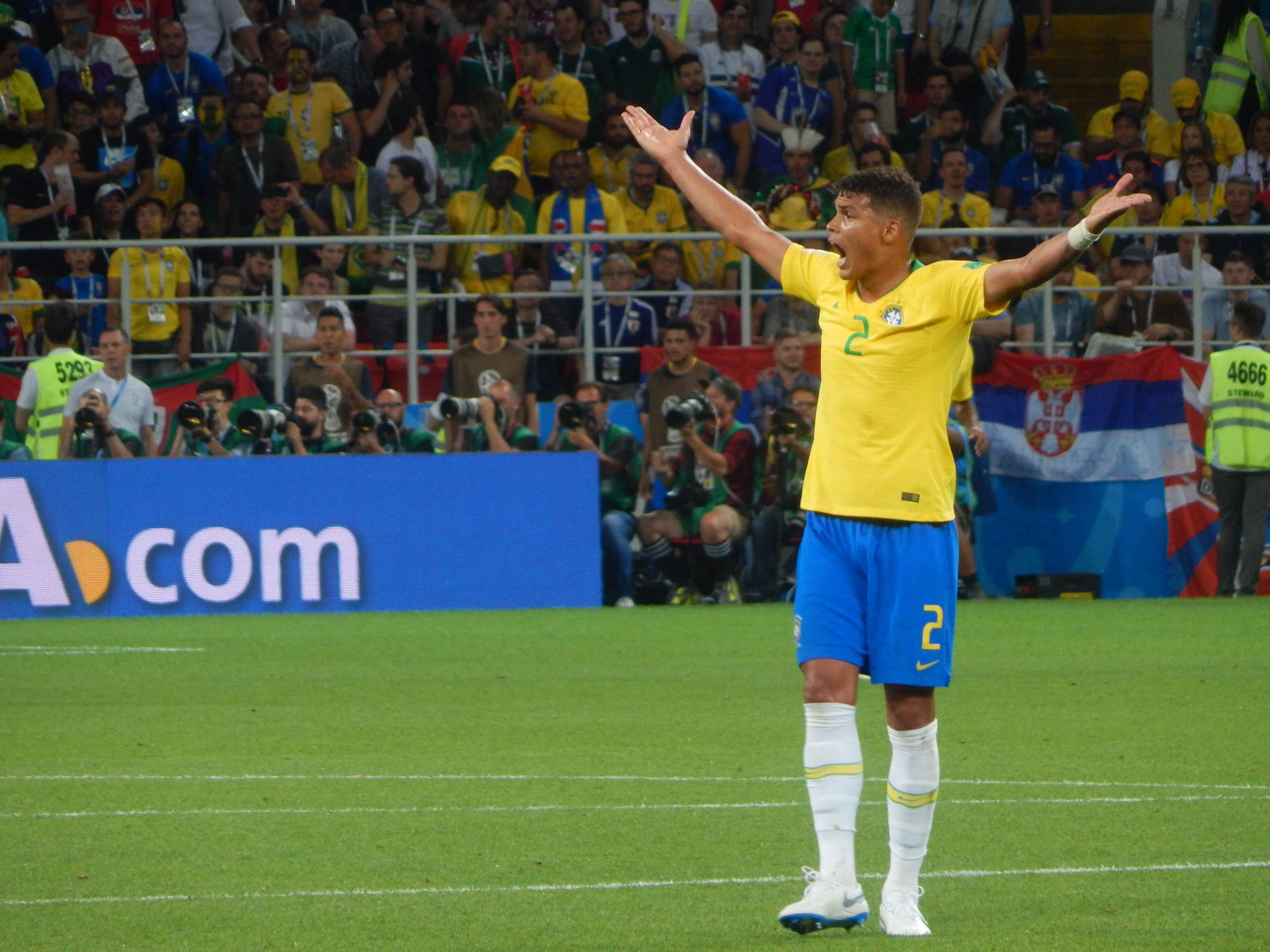
Thiago Silva atuando contra a Sérvia na Copa do Mundo de 2018

Thiago atuou em todas as cinco partidas da campanha brasileira na Copa do Mundo FIFA de 2018, sendo capitão em duas delas, contra a Costa Rica e o México.

### Copa América de 2019
Convocado por Tite no dia 17 de maio para a Copa América de 2019, Thiago Silva foi titular em todos os seis jogos da competição e sagrou-se campeão. Foi o primeiro título de Copa América do zagueiro, que já havia disputado a competição em 2011 e 2015.

### Eliminatórias da Copa de 2022
Thiago completou 100 jogos pela Seleção Brasileira no dia 10 de setembro de 2021, após entrar no segundo tempo da partida contra a Colômbia, em jogo válido pelas Eliminatórias da Copa do Mundo.

### Copa do Mundo de 2022
Presente na lista de 26 convocados por Tite no dia 7 de novembro, Thiago Silva foi chamado para a sua quarta Copa do Mundo consecutiva.
Em 22 de novembro, dois dias antes da estreia brasileira na Copa do Mundo FIFA de 2022, o zagueiro foi escolhido para ser o capitão na partida contra a Sérvia. Com boa atuação de Thiago Silva e dois gols de Richarlison, o Brasil venceu a Sérvia por 2–0 no Estádio Nacional de Lusail, em jogo válido pela primeira rodada do Grupo G.
Após a eliminação para a Croácia nas quartas de final, Thiago Silva terminou a Copa do Mundo como o segundo jogador da Seleção Brasileira que mais atuou, atrás apenas de Marquinhos. No total, o zagueiro atuou em quatro partidas e somou 390 minutos em campo.

## Polêmicas
Em abril de 2013, Thiago Silva envolveu-se em uma polêmica com o jogador inglês Joey Barton, que acusava Neymar de ser "cai-cai" e criticava o Brasil em declarações na mídia em seu perfil no Twitter: "Não existe país perfeito. Eu não aceito críticas contra o meu país, ainda mais envolvendo nosso futebol. Com todo respeito à Inglaterra, nós temos muito mais títulos que os ingleses. O Barton deveria ficar calado. Quem é ele pra falar da Seleção Brasileira?".

## Estatísticas

### Clubes
Abaixo estão listados todos os jogos, gols e assistências do futebolista por clubes
| Clube               | Temporada         | Campeonato nacional | Campeonato nacional | Campeonato nacional | Copa nacional[a] | Copa nacional[a] | Copa nacional[a] | Competições continentais[b] | Competições continentais[b] | Competições continentais[b] | Outros torneios[c] | Outros torneios[c] | Outros torneios[c] | Total | Total | Total   |
| Clube               | Temporada         | Jogos               | Gols                | Assist.             | Jogos            | Gols             | Assist.          | Jogos                       | Gols                        | Assist.                     | Jogos              | Gols               | Assist.            | Jogos | Gols  | Assist. |
| ------------------- | ----------------- | ------------------- | ------------------- | ------------------- | ---------------- | ---------------- | ---------------- | --------------------------- | --------------------------- | --------------------------- | ------------------ | ------------------ | ------------------ | ----- | ----- | ------- |
| RS Futebol          | 2003              | —                   | —                   | —                   | —                | —                | —                | —                           | —                           | —                           | 25                 | 2                  | 0                  | 25    | 2     | 0       |
| RS Futebol          | Total             | —                   | —                   | —                   | —                | —                | —                | —                           | —                           | —                           | 25                 | 2                  | 0                  | 25    | 2     | 0       |
| Juventude           | 2004              | 28                  | 3                   | 0                   | 1                | 0                | 0                | —                           | —                           | —                           | 1                  | 0                  | 0                  | 30    | 3     | 0       |
| Juventude           | Total             | 28                  | 3                   | 0                   | 1                | 0                | 0                | —                           | —                           | —                           | 1                  | 0                  | 0                  | 30    | 3     | 0       |
| Porto B             | 2004–05           | 2                   | 0                   | 0                   | —                | —                | —                | —                           | —                           | —                           | 12                 | 0                  | 0                  | 14    | 0     | 0       |
| Porto B             | Total             | 2                   | 0                   | 0                   | —                | —                | —                | —                           | —                           | —                           | 12                 | 0                  | 0                  | 14    | 0     | 0       |
| Fluminense          | 2006              | 31                  | 0                   | 0                   | 8                | 0                | 0                | 4                           | 0                           | 0                           | 4                  | 0                  | 0                  | 47    | 0     | 0       |
| Fluminense          | 2007              | 30                  | 5                   | 0                   | 12               | 3                | 0                | —                           | —                           | —                           | 11                 | 0                  | 0                  | 53    | 8     | 0       |
| Fluminense          | 2008              | 20                  | 1                   | 0                   | —                | —                | —                | 12                          | 2                           | 0                           | 14                 | 3                  | 0                  | 46    | 6     | 0       |
| Fluminense          | Total             | 81                  | 6                   | 0                   | 20               | 2                | 0                | 16                          | 2                           | 0                           | 29                 | 3                  | 0                  | 146   | 14    | 0       |
| Milan               | 2009–10           | 33                  | 2                   | 0                   | —                | —                | —                | 7                           | 0                           | 0                           | —                  | —                  | —                  | 40    | 2     | 0       |
| Milan               | 2010–11           | 33                  | 1                   | 0                   | 3                | 0                | 0                | 6                           | 0                           | 0                           | —                  | —                  | —                  | 42    | 1     | 0       |
| Milan               | 2011–12           | 27                  | 2                   | 0                   | 2                | 0                | 0                | 7                           | 1                           | 0                           | 1                  | 0                  | 0                  | 37    | 3     | 0       |
| Milan               | Total             | 93                  | 5                   | 0                   | 5                | 0                | 0                | 20                          | 1                           | 0                           | 1                  | 0                  | 0                  | 119   | 6     | 0       |
| Paris Saint-Germain | 2012–13           | 22                  | 0                   | 0                   | 3                | 1                | 0                | 9                           | 2                           | 0                           | —                  | —                  | —                  | 34    | 3     | 0       |
| Paris Saint-Germain | 2013–14           | 28                  | 3                   | 0                   | 6                | 0                | 0                | 7                           | 0                           | 0                           | 1                  | 0                  | 0                  | 42    | 3     | 0       |
| Paris Saint-Germain | 2014–15           | 26                  | 1                   | 0                   | 8                | 0                | 1                | 6                           | 1                           | 0                           | —                  | —                  | —                  | 40    | 2     | 1       |
| Paris Saint-Germain | 2015–16           | 30                  | 1                   | 1                   | 6                | 0                | 0                | 9                           | 0                           | 0                           | 1                  | 0                  | 0                  | 46    | 1     | 1       |
| Paris Saint-Germain | 2016–17           | 27                  | 3                   | 2                   | 6                | 3                | 0                | 7                           | 0                           | 0                           | —                  | —                  | —                  | 40    | 6     | 2       |
| Paris Saint-Germain | 2017–18           | 25                  | 1                   | 0                   | 7                | 0                | 1                | 6                           | 0                           | 0                           | 1                  | 0                  | 0                  | 39    | 1     | 1       |
| Paris Saint-Germain | 2018–19           | 25                  | 0                   | 1                   | 6                | 0                | 0                | 7                           | 0                           | 0                           | 1                  | 0                  | 0                  | 39    | 0     | 1       |
| Paris Saint-Germain | 2019–20           | 21                  | 0                   | 0                   | 4                | 1                | 0                | 9                           | 0                           | 0                           | 1                  | 0                  | 0                  | 35    | 1     | 0       |
| Paris Saint-Germain | Total             | 204                 | 9                   | 4                   | 46               | 5                | 2                | 60                          | 3                           | 0                           | 5                  | 0                  | 0                  | 315   | 17    | 6       |
| Chelsea             | 2020–21           | 23                  | 2                   | 0                   | 3                | 0                | 0                | 10                          | 0                           | 0                           | —                  | —                  | —                  | 35    | 2     | 0       |
| Chelsea             | 2021–22           | 32                  | 3                   | 0                   | 6                | 0                | 0                | 9                           | 0                           | 1                           | —                  | —                  | —                  | 48    | 3     | 1       |
| Chelsea             | 2022–23           | 27                  | 0                   | 2                   | 0                | 0                | 0                | 8                           | 0                           | 0                           | —                  | —                  | —                  | 35    | 0     | 2       |
| Chelsea             | 2023–24           | 31                  | 3                   | 1                   | 7                | 1                | 0                | —                           | —                           | —                           | —                  | —                  | —                  | 38    | 4     | 1       |
| Chelsea             | Total             | 113                 | 8                   | 3                   | 16               | 1                | 0                | 27                          | 0                           | 1                           | —                  | —                  | —                  | 156   | 9     | 3       |
| Fluminense          | 2024              | 15                  | 0                   | 0                   | 1                | 0                | 0                | 4                           | 1                           | 0                           | 0                  | 0                  | 0                  | 20    | 1     | 0       |
| Fluminense          | 2025              | 12                  | 0                   | 0                   | 1                | 0                | 0                | 2                           | 0                           | 0                           | 12                 | 1                  | 0                  | 27    | 1     | 0       |
| Fluminense          | Total             | 27                  | 0                   | 0                   | 2                | 0                | 0                | 6                           | 1                           | 0                           | 12                 | 1                  | 0                  | 47    | 2     | 0       |
| Total na carreira   | Total na carreira | 548                 | 31                  | 7                   | 90               | 1                | 2                | 129                         | 7                           | 1                           | 85                 | 6                  | 0                  | 852   | 53    | 9       |

- a. ^ Jogos da Copa do Brasil, Copa da Itália, Copa da França, Copa da Liga Francesa, Copa da Inglaterra e Copa da Liga Inglesa
- b. ^ Jogos da Copa Sul-Americana, Copa Libertadores, Liga dos Campeões da UEFA e Mundial de Clubes
- c. ^ Jogos do Campeonato Gaúcho, Campeonato Carioca, Supercopa da Itália e Supercopa da França

### Seleção Brasileira
Abaixo estão listados todos jogos, gols e assistências do futebolista pela Seleção Brasileira, desde as categorias de base
Sub–23
| Ano               | Jogos Olímpicos | Jogos Olímpicos | Jogos Olímpicos |
| Ano               | Jogos           | Gols            | Assist.         |
| ----------------- | --------------- | --------------- | --------------- |
| 2008              | 2               | 0               | 0               |
| 2012              | 6               | 0               | 0               |
| Total na carreira | 8               | 0               | 0               |

Principal
| Ano               | Copa do Mundo | Copa do Mundo | Copa do Mundo | Copa América | Copa América | Copa América | Copa das Confederações | Copa das Confederações | Copa das Confederações | Qualificação Mundial | Qualificação Mundial | Qualificação Mundial | Amistosos | Amistosos | Amistosos | Total | Total | Total   |
| Ano               | Jogos         | Gols          | Assist.       | Jogos        | Gols         | Assist.      | Jogos                  | Gols                   | Assist.                | Jogos                | Gols                 | Assist.              | Jogos     | Gols      | Assist.   | Jogos | Gols  | Assist. |
| ----------------- | ------------- | ------------- | ------------- | ------------ | ------------ | ------------ | ---------------------- | ---------------------- | ---------------------- | -------------------- | -------------------- | -------------------- | --------- | --------- | --------- | ----- | ----- | ------- |
| 2008              | —             | —             | —             | —            | —            | —            | —                      | —                      | —                      | 2                    | 0                    | 0                    | 1         | 0         | 0         | 3     | 0     | 0       |
| 2009              | —             | —             | —             | —            | —            | —            | —                      | —                      | —                      | —                    | —                    | —                    | 3         | 0         | 0         | 3     | 0     | 0       |
| 2010              | —             | —             | —             | —            | —            | —            | —                      | —                      | —                      | —                    | —                    | —                    | 5         | 0         | 0         | 5     | 0     | 0       |
| 2011              | —             | —             | —             | 4            | 0            | 0            | —                      | —                      | —                      | —                    | —                    | —                    | 9         | 0         | 0         | 13    | 0     | 0       |
| 2012              | —             | —             | —             | —            | —            | —            | —                      | —                      | —                      | —                    | —                    | —                    | 8         | 1         | 0         | 8     | 1     | 0       |
| 2013              | —             | —             | —             | —            | —            | —            | 5                      | 0                      | 0                      | —                    | —                    | —                    | 7         | 1         | 0         | 12    | 1     | 0       |
| 2014              | 6             | 1             | 1             | —            | —            | —            | —                      | —                      | —                      | —                    | —                    | —                    | 3         | 0         | 1         | 9     | 1     | 2       |
| 2015              | —             | —             | —             | 3            | 1            | 0            | —                      | —                      | —                      | —                    | —                    | —                    | 3         | 0         | 0         | 6     | 1     | 0       |
| 2016              | —             | —             | —             | —            | —            | —            | —                      | —                      | —                      | 1                    | 0                    | 0                    | —         | —         | —         | 1     | 0     | 0       |
| 2017              | —             | —             | —             | —            | —            | —            | —                      | —                      | —                      | 4                    | 0                    | 0                    | 3         | 1         | 0         | 7     | 1     | 0       |
| 2018              | 5             | 1             | 0             | —            | —            | —            | —                      | —                      | —                      | —                    | —                    | —                    | 5         | 0         | 1         | 10    | 1     | 1       |
| 2019              | —             | —             | —             | 6            | 0            | 0            | —                      | —                      | —                      | —                    | —                    | —                    | 6         | 1         | 0         | 12    | 1     | 0       |
| 2020              | —             | —             | —             | —            | —            | —            | —                      | —                      | —                      | 4                    | 0                    | 0                    | —         | —         | —         | 4     | 0     | 0       |
| 2021              | —             | —             | —             | 5            | 0            | 0            | —                      | —                      | —                      | 4                    | 0                    | 0                    | —         | —         | —         | 9     | 0     | 0       |
| 2022              | 5             | 0             | 1             | —            | —            | —            | —                      | —                      | —                      | 3                    | 0                    | 0                    | 4         | 0         | 0         | 12    | 0     | 1       |
| Total na carreira | 15            | 2             | 2             | 18           | 1            | 0            | 5                      | 0                      | 0                      | 18                   | 0                    | 0                    | 57        | 4         | 2         | 113   | 7     | 4       |

## Títulos
Fluminense
- Copa do Brasil: 2007

Milan
- Serie A: 2010–11
- Supercopa da Itália: 2011

Paris Saint-Germain

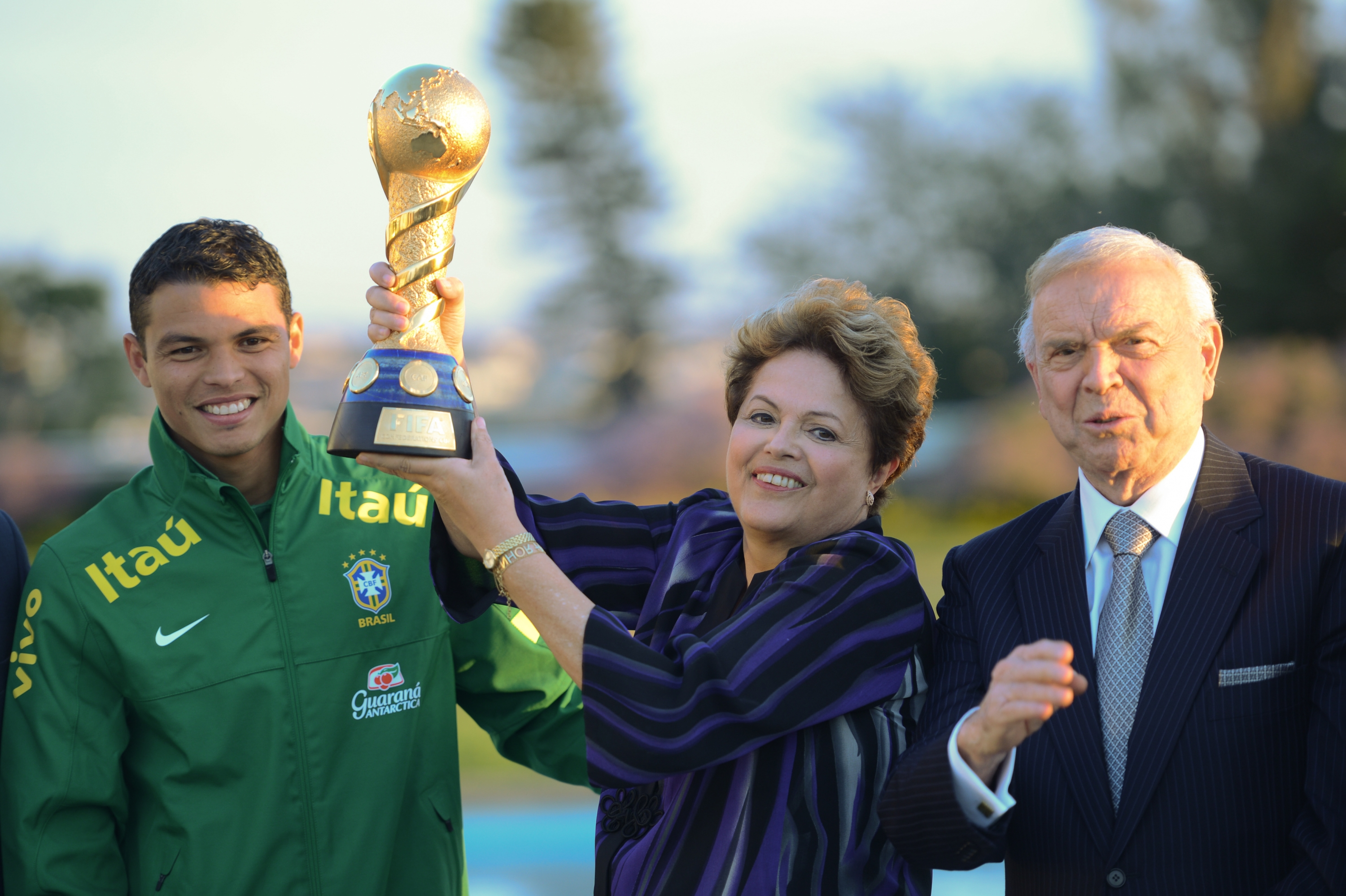
Thiago Silva, a ex-presidente Dilma Rousseff e José Maria Marin em 2014

- Ligue 1: 2012–13, 2013–14, 2014–15, 2015–16, 2017–18, 2018–19 e 2019–20
- Supercopa da França: 2013, 2015, 2017, 2018 e 2019
- Copa da Liga Francesa: 2013–14, 2014–15, 2015–16, 2016–17, 2017–18 e 2019–20
- Copa da França: 2014–15, 2015–16, 2016–17, 2017–18 e 2019–20

Chelsea
- Liga dos Campeões da UEFA: 2020–21
- Supercopa da UEFA: 2021
- Copa do Mundo de Clubes da FIFA: 2021

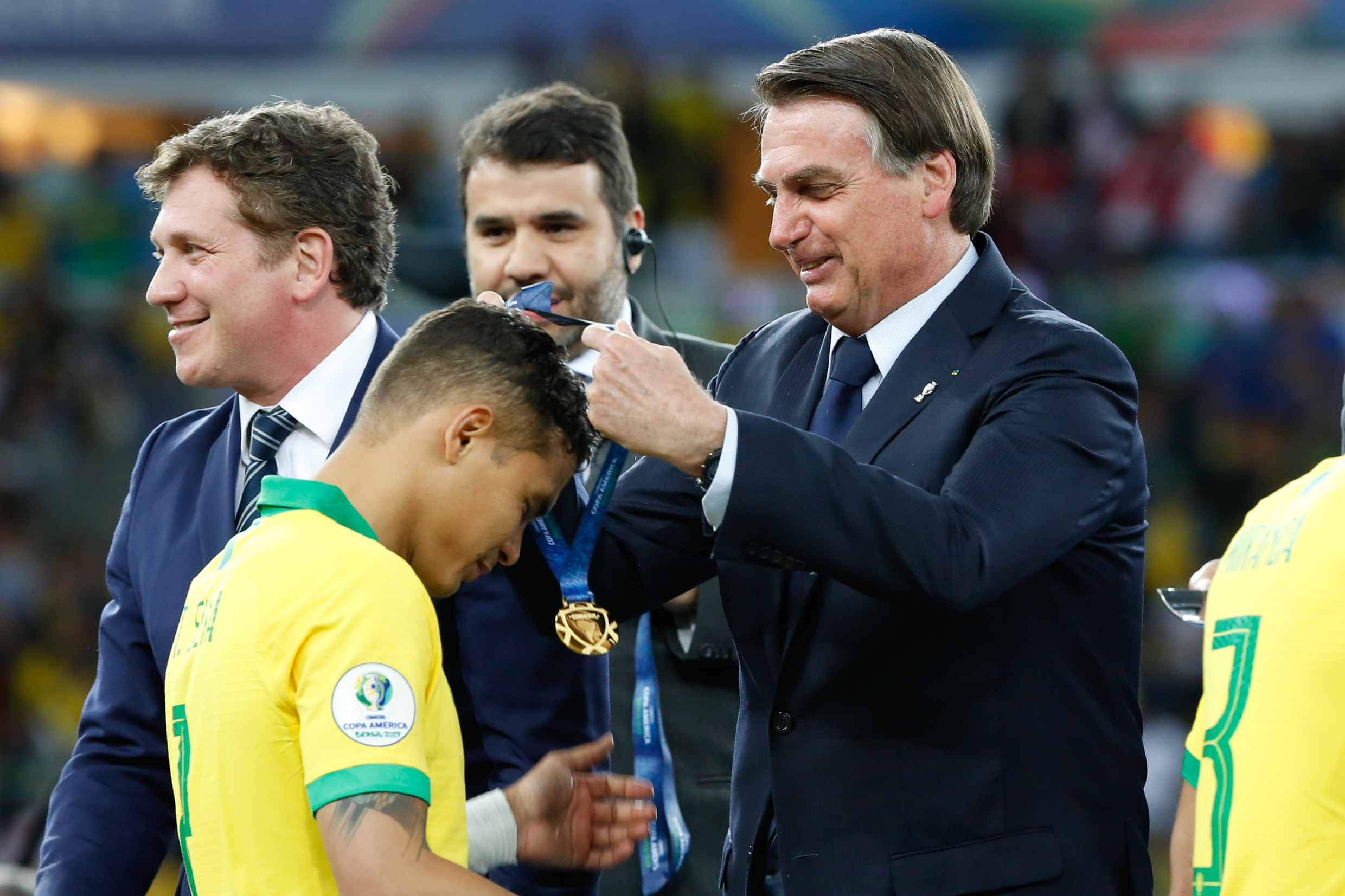
Thiago Silva recebendo a medalha de campeão da Copa América de 2019 do ex-presidente Jair Bolsonaro

### Seleção Brasileira
- Copa das Confederações FIFA: 2013
- Copa América: 2019

### Prêmios individuais
- Bola de Prata: 2007
- Seleção do Campeonato Carioca: 2008[123]
- Prêmio Craque do Brasileirão: 2008
- Craque da Galera - Campeonato Brasileiro: 2008
- Equipe ideal da América (El País): 2008
- Premio Armando Picchi - Melhor defensor da Série A: 2011
- Serie A - Defensor do Ano: 2011
- Troféu Samba de Ouro - Melhor Jogador Brasileiro na Europa: 2011, 2012 e 2013[124]
- Oscar del Calcio - Seleção da Serie A: 2010–11 e 2011–12
- Oscar del Calcio - Melhor Defensor da Serie A: 2012
- Equipe do Ano da UEFA: 2011, 2012, 2013 e 2015
- Equipe ideal da Ligue 1: 2012–13, 2013–14, 2016–17, 2017–18, 2018–19 e 2019–20
- FIFPro World XI: 2013, 2014 e 2015
- Seleção da Copa das Confederações da FIFA: 2013
- Equipe do Ano - L'Équipe: 2013 e 2014
- Seleção da Copa do Mundo FIFA: 2014 e 2018[125]
- 52º Melhor Jogador do ano de 2016 (The Guardian)[126]
- Seleção da Copa América: 2019[127]
- Seleção da Década da Ligue 1 - Goal[128]
- Melhor Jogador Estrangeiro da Ligue 1 - France Football: 2018[129]
- Bola de Ouro da Copa do Mundo de Clubes da FIFA: 2021[65]
- Equipe ideal CONMEBOL da década 2011–2020 pela IFFHS[130]
- Jogador do Ano do Chelsea: 2022–23[131]